# Bądzsław
Bądzsław, Bąsław – staropolskie imię męskie, złożone z członów Będzie- ("będzie") i -sław ("sława"). Mogło stanowić życzenie sławy dla narodzonego dziecka.
Bądzsław imieniny obchodzi 12 sierpnia.